# أليس تورنر كورتيس
أليس تورنر كورتيس (بالإنجليزية: Alice Turner Curtis)‏ (6 سبتمبر 1860 في الولايات المتحدة - 10 يوليو 1958)؛ كاتبة للأطفال، كاتِبة وروائية أمريكية.